# Unción de Jesús

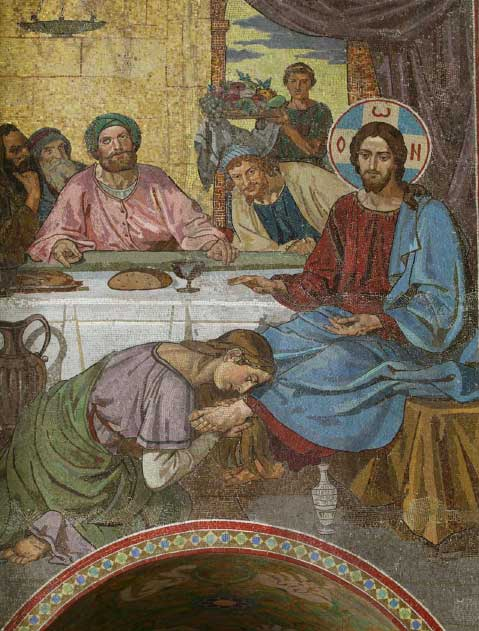
Cristo con el fariseo, Iglesia del Salvador, San Petersburgo

La unción de Jesús es uno de los escasos episodios narrados por cada uno de los cuatro Evangelios, aunque los detalles difieren en los relatos. Todos relatan la unción de Jesús con un perfume caro de  nardo por una mujer, que vierte sobre Jesús el contenido de un tarro de alabastro , un perfume muy costoso. La unción irrita a algunos espectadores porque el perfume podría haber sido vendido por un año de salario -que el Evangelio de Marcos valora en 300 denarios- y dar el dinero a los pobres. El Evangelio de Mateo afirma que los discípulos estaban indignados y el de Juan establece que fue Judas quien estaba más ofendido. Juan añade que se molestó porque Judas era un ladrón y deseaba el dinero para sí mismo. Se describe como Jesús justifica la acción de la mujer al afirmar que los pobres siempre existirán y pueden ser ayudados siempre que lo deseemos.
La identificación de la mujer por Lucas como una que vivía una vida pecaminosa y por Juan como María de Betania desempeñó un papel en la  identificación duradera de María Magdalena por la Iglesia de Occidente como una ex prostituta, toda vez que se creía que las tres figuras eran la misma Magdalena compuesta. La identificación de la mujer se encuentra en Juan 11: 1-2, donde un hombre llamado Lázaro estaba enfermo. Él era de Betania, el pueblo de María y su hermana Marta. Esta María, cuyo hermano Lázaro estaba ahora enfermo, fue la misma que derramó perfume sobre el Señor y enjugó los pies con sus cabellos.
La unción honorífica con perfume es una acción frecuentemente mencionada en la literatura de la época. Sin embargo, usar pelo largo para secar los pies de Jesús, como en Juan y Lucas, no se registra en ninguna otra parte, y debe considerarse como un gesto excepcional.

## Testimonios Evangélicos
| Evangelio | Descripción de la Unción |
| --------- | --- |
|           | - 6 Cuando Jesús se encontraba en Betania, en casa de Simón el leproso, - 7 se acercó una mujer con un frasco de alabastro, que contenía un perfume valioso, y lo derramó sobre su cabeza, mientras él estaba comiendo. - 8 Al ver esto, sus discípulos, indignados, dijeron: «¿Para qué este derroche? - 9 Se hubiera podido vender el perfume a buen precio para repartir el dinero entre los pobres». - 10 Jesús se dio cuenta y les dijo: «¿Por qué molestan a esta mujer? Ha hecho una buena obra conmigo. - 11 A los pobres los tendrán siempre con ustedes, pero a mí no me tendrán siempre. - 12 Al derramar este perfume sobre mi cuerpo, ella preparó mi sepultura. - 13 Les aseguro que allí donde se proclame esta Buena Noticia, en todo el mundo, se contará también en su memoria lo que ella hizo». |
|           | - 1 Faltaban dos días para la fiesta de la Pascua y de los Panes Ácimos. Los sumos sacerdotes y los escribas buscaban la manera de arrestar a Jesús con astucia, para darle muerte. - 2 Porque decían: «No lo hagamos durante la fiesta, para que no se produzca un tumulto en el pueblo». - 3 Mientras Jesús estaba en Betania, comiendo en casa de Simón el leproso, llegó una mujer con un frasco lleno de un valioso perfume de nardo puro, y rompiendo el frasco, derramó el perfume sobre la cabeza de Jesús. - 4 Entonces algunos de los que estaban allí se indignaron y comentaban entre sí: «¿Para qué este derroche de perfume? - 5 Se hubiera podido vender por más de trescientos denarios para repartir el dinero entre los pobres». Y la criticaban. - 6 Pero Jesús dijo: «Déjenla, ¿por qué la molestan? Ha hecho una buena obra conmigo. - 7 A los pobres los tendrán siempre con ustedes y podrán hacerles bien cuando quieran, pero a mí no me tendrán siempre. - 8 Ella hizo lo que podía; ungió mi cuerpo anticipadamente para la sepultura. - 9 Les aseguro que allí donde se proclame la Buena Noticia, en todo el mundo, se contará también en su memoria lo que ella hizo». |
|           | - 36 Un fariseo invitó a Jesús a comer con él. Jesús entró en la casa y se sentó a la mesa. - 37 Entonces una mujer pecadora que vivía en la ciudad, al enterarse de que Jesús estaba comiendo en casa del fariseo, se presentó con un frasco de perfume. - 38 Y colocándose detrás de él, se puso a llorar a sus pies y comenzó a bañarlos con sus lágrimas; los secaba con sus cabellos, los cubría de besos y los ungía con perfume. - 39 Al ver esto, el fariseo que lo había invitado pensó: «Si este hombre fuera profeta, sabría quién es la mujer que lo toca y lo que ella es: ¡una pecadora!» - 40 Pero Jesús le dijo: «Simón, tengo algo que decirte». «Di, Maestro!, respondió él. - 41 «Un prestamista tenía dos deudores: uno le debía quinientos denarios, el otro cincuenta. - 42 Como no tenían con qué pagar, perdonó a ambos la deuda. ¿Cuál de los dos amará más?». - 43 Simón contestó: «Pienso que aquel a quien perdonó más». Jesús le dijo: «Has juzgado bien». - 44 Y volviéndose hacia la mujer, dijo de Simón: «¿Ves a esta mujer? Entré en tu casa y tú no derramaste agua sobre mis pies; en cambio, ella los bañó con sus lágrimas y los secó con sus cabellos. - 45 Tú no me besaste; ella, en cambio, desde que entré, no cesó de besar mis pies. - 46 Tú no ungiste mi cabeza; ella derramó perfume sobre mis pies. - 47 Por eso te digo que sus pecados, sus numerosos pecados, le han sido perdonados porque ha demostrado mucho amor. Pero aquel a quien se le perdona poco, demuestra poco amor». - 48 Después dijo a la mujer: «Tus pecados te son perdonados». |
|           | - 1 Seis días antes de la Pascua, Jesús volvió a Betania, donde estaba Lázaro, al que había resucitado. - 2 Allí le prepararon una cena: Marta servía y Lázaro era uno de los comensales. - 3 María, tomando una libra de perfume de nardo puro, de mucho precio, ungió con él los pies de Jesús y los secó con sus cabellos. La casa se impregnó con la fragancia del perfume. - 4 Judas Iscariote, uno de sus discípulos, el que lo iba a entregar, dijo: - 5 «¿Por qué no se vendió este perfume en trescientos denarios para dárselos a los pobres?». - 6 Dijo esto, no porque se interesaba por los pobres, sino porque era ladrón y, como estaba encargado de la bolsa común, robaba lo que se ponía en ella. - 7 Jesús le respondió: «Déjala. Ella tenía reservado este perfume para el día de mi sepultura. - 8 A los pobres los tienen siempre con ustedes, pero a mí no me tendrán siempre». |

## Interpretación de la Iglesia católica
Betania, donde vivían  Lázaro y sus hermanas Marta y María, era una aldea próxima al Monte de los Olivos, entre Jerusalén y Jericó. La gran generosidad de la mujer que vertió el perfume sobre Jesús fue muy criticada por algunos de los discípulos. Les pareció un derroche, ya que el perfume costaba más de trescientos denarios, y siendo un denario jornal diario de un jornalero, equivalía a casi el salario de un año del mismo.
Los discípulos entendieron entonces el amor que había en ese gesto. 

Aquella mujer que en casa de Simón el leproso, en Betania, unge con rico perfume la cabeza del Maestro, nos recuerda el deber de ser espléndidos en el culto de Dios. —Todo el lujo, la majestad y la belleza me parecen poco. —Y contra los que atacan la riqueza de vasos sagrados, ornamentos y retablos, se oye la alabanza de Jesús: opus enim bonum operata est in me —una buena obra ha hecho conmigo 

 El gesto de la mujer recuerda la costumbre judía de embalsamar los cuerpos antes de enterrarlos. La acción de esta mujer es una anticipación a la muerte de Jesús. 
Hubo dos unciones del Señor en situaciones distintas: la primera, al comienzo del ministerio público de Jesús y la segunda, al final de su vida, en Betania, narrada aquí por san Juan. En esta ocasión se menciona el nombre de la mujer que unge a Jesús, María, y de la persona  que la critica, Judas.
En ciertos momentos se ha confundido a «María de Betania» con «María Magdalena», al creer que esta unción es la misma narrada por san Lucas, realizada por una mujer pecadora en Galilea en un banquete. También se  confunde a esta mujer pecadora con la Magdalena de la que Jesús había arrojado siete demonios. No hay argumentos de peso para identificarlas ya que los textos bíblicos apuntan a que son tres mujeres diferentes. 
La tradición de la Iglesia ha visto en el gesto María, la hermana de Lázaro, un ejemplo de la generosidad para corresponder al amor de Cristo por nosotros: «¡Qué prueba tan clara de magnanimidad el derroche de María! (…). No seáis mezquinos ni tacaños con quien tan generosamente se ha excedido con nosotros, hasta entregarse totalmente, sin tasa»  Además de alabar este gesto, Jesús anuncia la proximidad de su muerte y que casi no habrá tiempo para embalsamarlo. Jesús no niega el valor de la limosna que tantas veces recomendó,ni la preocupación que se debe tener por los pobres. Lo que Jesús pone de manifiesto es la hipocresía de los que, como Judas, argumentan con falsía nobles motivos para omitir darle a Dios el honor debido.

## Resumen de las narraciones

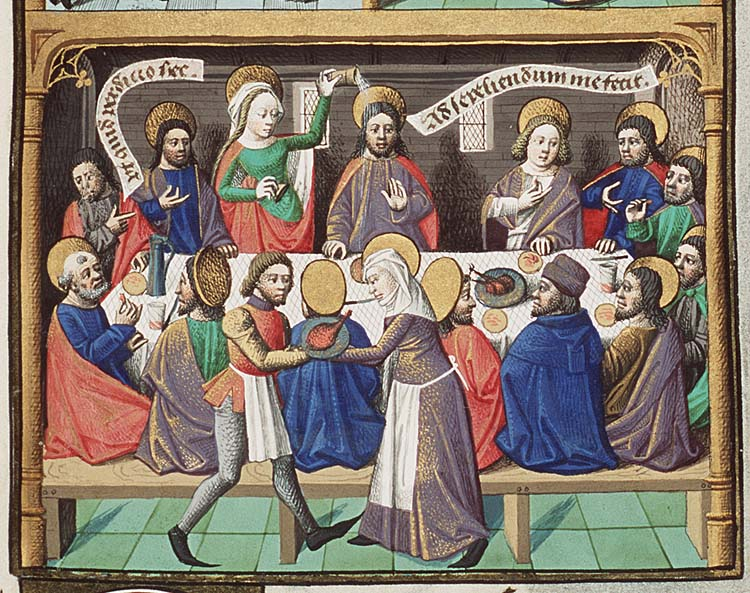
Unción de Jesús.1475-80. Manuscrito ilustrado en La Ciudad de Dios, de San Agustín

- Las cuatro tienen como escenario una casa para una comida, una mujer, y el perfume caro que se vierte sobre Jesús a lo que alguien se opone.
- Ubicación: Todos excepto Lucas lo identifican con Betania.
- Anfitrión o casa: Mateo y Marcos dicen en el hogar de Simón el Leproso; Juan no ofrece un anfitrión o una casa definitiva; Lucas dice que es la casa de un fariseo llamado Simón.
- Descripción de la mujer: Juan la identifica con María de Betania, Lucas una mujer en esa ciudad que vivió una vida pecaminosa, que generalmente se ha interpretado como una prostituta. Mateo y Marcos sólo dicen una mujer.
- Donde se vierte: sobre la cabeza según Marcos y Mateo, o los pies según Juan y Lucas. Limpiando con el pelo los pies en los dos relatos mencionados antes.
- Los comentarios de Jesús: Mateo, Marcos y Juan son muy similares, registrando expresiones ligeramente diferentes a Los pobres los tendréis siempre con vosotros y Al derramar este perfume sobre mi cuerpo, ella preparó mi sepultura. Estas no están en Lucas, que en su lugar registra comentarios sobre la hospitalidad y el perdón de los pecados que no están en los otros relatos.

## Descripción

Palestina en tiempos de Jesús

Marcos, Mateo y Juan sitúan el incidente en Betania, un pueblo de Judea. Marcos y Mateo especifican que ocurrió en casa de Simón el leproso. Lucas 7:36 afirma que Jesús había sido invitado a cenar en casa de Simón el fariseo. Lucas 7:39 deja claro que la mujer pecadora vivía en el pueblo/ciudad (griego: ἐν τῇ πόλει, en têi pólei) en el que se alojaba Jesús; la narración precedente de la Resurrección del hijo de la viuda de Naín (7:11-17) deja claro que esta polis (traducida al español como 'pueblo' o 'ciudad') era Naín. Lucas 7:11-17 califica a Naín de polis tres veces, en los versículos 7:11 y 7:12. Por otra parte, el lugar sin nombre donde viven María y Marta en Lucas 10:38-42 se califica de "aldea" (griego: κώμη, kómé) en el versículo 10:38.  Lucas, por tanto, conecta lingüísticamente a la mujer pecadora con el pueblo/ciudad (más grande) de Naín, y distingue el lugar sin nombre de María y Marta como un pueblo (más pequeño). Dado que la mujer pecadora de Lucas 7 vivía en Naín, la María de Lucas 10 vivía en un pueblo en otro lugar de Galilea, y la María de Juan 11-12 vivía en Betania, Judea, la mayoría de los eruditos modernos están de acuerdo en que se trata de tres personajes diferentes, y no hay razón para suponer que la mujer pecadora también se llamaba 'María'.  Por último, los anfitriones que reciben a Jesús en su casa parecen ser cuatro personajes diferentes a lo largo de los relatos: Simón el leproso en Marcos y Mateo, Simón el fariseo en Lucas 7, Marta en Lucas 10 y Lázaro de Betania en Juan 11-12.

### María de Betania
El relato de Mateo 26, Marcos 14 y Juan 12 tiene como localización la ciudad de Betania. En el evangelio de Juan la mujer es nombrada como María la hermana de Marta y Lázaro. Las críticas se dirigen a María por utilizar un ungüento caro que podría haberse vendido y donado a los pobres. En los relatos de Mateo, Marcos y Juan, Jesús vincula la unción con la preparación de su entierro, ya que sería crucificado pocos días después.

### La mujer pecadora
En Juan, la mujer es María, la hermana de Marta y Lázaro. En Marcos y Mateo no se la nombra. En Lucas, la protagonista es una mujer pecadora desconocida. Tiene lugar en la región septentrional, ya que Lucas 7 indica que Jesús estaba ministrando en las regiones septentrionales de Naín y Cafarnaúm. La mujer utiliza sus lágrimas, así como perfume. Las críticas en este relato se dirigen a Jesús por permitir que una pecadora le toque. En Lucas, Jesús relaciona la acción con los pecados de la mujer, su perdón y la falta de hospitalidad de su anfitrión.

### Conflicto
Como ocurre con muchos acontecimientos de los Evangelios, los detalles ambiguos o faltantes entre los relatos de los autores dan lugar a diferentes interpretaciones por parte de lectores y estudiosos. En general, se considera que los relatos son acontecimientos independientes, aunque a menudo se han mezclado, lo que ha dado lugar a la suposición de que María es una prostituta. Esto se ve agravado por la presencia de varias mujeres llamadas María en el Nuevo Testamento, lo que lleva a interpretar a María de Betania como María Magdalena.
La justificación de los dos sucesos proviene de los detalles de cada relato. Los cuatro tienen como escenario una casa para una comida, una mujer y un perfume caro derramado sobre Jesús al que alguien se opone. Sin embargo, la ubicación geográfica no se identifica como Betania en el relato de Lucas. La casa en Mateo y Marcos es de Simón el leproso, mientras que en Lucas es la casa de un fariseo llamado Simón. Juan identifica a María de Betania y Lucas a "una mujer de aquella ciudad que llevaba una vida pecaminosa" -lo que habitualmente se ha entendido como una prostituta-, mientras que Mateo y Marcos sólo dicen "una mujer". El lugar de la unción también difiere: Marcos y Mateo afirman que fue sobre la cabeza, mientras que Juan y Lucas registran una unción de los pies y un enjugado con cabellos.
El mensaje central de los relatos de Mateo, Marcos y Juan es muy similar, con algunas pequeñas diferencias como "A los pobres siempre los tendrás contigo" y "Ella derramó perfume sobre mi cuerpo de antemano para preparar mi entierro". Estos no están en Lucas, que en cambio registra comentarios sobre la hospitalidad y el perdón de los pecados que no están en los otros relatos.

## Debate
Juan y Lucas difieren de Mateo y Marcos al relatar que la unción es a los pies y no a la cabeza. Esto, argumentan algunos, apunta a la idea de que Lucas está hablando de un acontecimiento totalmente distinto. J.K. Elliott dice que, "En general, los eruditos coinciden en que los cuatro relatos se refieren al mismo episodio". Explica las variaciones como el resultado de que los cuatro evangelistas adaptaron el relato a su propio "...propósito teológico y dramático...", utilizando las tradiciones orales y escritas para transmitir sus "...propios objetivos apologéticos"..
El evangelio de Lucas habla de los pies de Jesús ungidos por una mujer que había sido pecadora toda su vida y que estaba llorando; y cuando sus lágrimas empezaron a caer sobre los pies de Jesús, le secó los pies con sus cabellos. También es exclusiva de la versión de Lucas la inclusión de la Parábola de los dos deudores en medio del acontecimiento.  Se puede argumentar que esta historia no pudo haber ocurrido sólo unos días antes de la crucifixión, debido a los numerosos acontecimientos que siguieron en el evangelio de Lucas. Juan 12:1-8 la nombra María, y el texto supone que es María, hermana de Lázaro, ya que también identifica a su hermana Marta. La iconografía del acto de la mujer se ha asociado tradicionalmente a María Magdalena, pero no hay ningún texto bíblico que la identifique como tal (se la menciona por su nombre por primera vez, inmediatamente después de este episodio, al comienzo del capítulo 8 de Lucas). Según Mark  14:3, el perfume de su relato era el más puro de nardo.
Otro debate es sobre las implicaciones de "a los pobres siempre los tienes contigo"; algunos criticaron esta respuesta como una moral laxa, otros han respondido que, debido a su inminente crucifixión, Jesús simplemente está explicando que lo que se hizo no fue una elección entre dos actos morales, sino una necesidad, y no sería más criticado en la época de Jesús que un hombre moderno comprando un ataúd para un ser querido, aunque haya pobres que podrían ser alimentados en su lugar. En el autobiográfico Domingo de Ramos, el autor Kurt Vonnegut cuenta que fue invitado a predicar el Domingo de Ramos en 1980, y elige para su texto la versión del Evangelio de Juan sobre la unción.  Vonnegut lo hizo porque había "visto tanta impaciencia poco cristiana con los pobres alentada por la cita"; cuestionó la traducción, diciendo que carecía de la misericordia del Sermón de la Montaña, y aprovechó la oportunidad para ofrecer su propia traducción.
La nota de la Scholars Version a Marcos 14:3-9 afirma: "Los discípulos no entienden la cuestión, que Jesús aclara: la mujer ha señalado su inminente muerte y sepultura. Debe ser una ironía involuntaria cuando Marcos hace que Jesús prediga que esta historia siempre será contada en memoria de una mujer cuyo nombre se le escapa."